# Ghislain Deslandes
Ghislain Deslandes, né le 16 août 1970 à Angers, est un philosophe français.

## Biographie

### Formation et débuts
Après des études à l'université Panthéon-Sorbonne, il présente, en 2000, une thèse intitulée Kierkegaard, Pascal, Lequier : convergences de trois chrétiens philosophes, sous la direction de l'académicien Bernard Bourgeois.
Il est également diplômé en gestion et travaille comme analyste en marketing pour des groupes de presse français puis comme consultant en gestion de projets et en stratégie multimédia pour plusieurs sociétés d’édition. Son expérience étendue lui permet d'aborder efficacement les aspects théoriques et pratiques de la gestion des médias, indique Nadine Toussaint-Desmoulins de l'institut français de presse.
Professeur habilité à diriger des recherches en management à ESCP Business School, il est le directeur scientifique du « mastère spécialisé médias » (MS Médias) depuis 1997.
Ancien directeur de programme élu au Collège international de philosophie, il est aussi membre du conseil d'administration de la Société des Amis de Port-Royal et membre titulaire de la Société française de philosophie.

### Recherches
Ses recherches portent notamment sur l’organisation, l’éthique et le management dans le secteur des médias lesquels, dans le monde contemporain occidental, sont de plus en plus la propriété de grands groupes. Cette mainmise sur les médias, censés être des acteurs essentiels de la démocratie et des véhicules d’information, soulève la question de l’indépendance des journalistes et de la liberté d’expression indépendamment de la direction en tenant compte des conflits d’intérêt entre les objectifs de rentabilité et les choix rédactionnels, afin d’assurer au public une information « juste, impartiale et transparente ».
Sa réflexion philosophique consacrée aux sciences de gestion convoque quant à elle l'histoire de la pensée : Pascal, Kierkegaard, Ricœur ou encore Bergson (parmi d'autres) pour ouvrir de nouvelles perspectives dans le monde des affaires et y réintroduire autrement la question du sens ou de la dignité. En d'autres termes, oublier Frederick Winslow Taylor et dépasser le taylorisme au profit d'une phénoménologie du management qui trouve son origine dans la subjectivité vivante des êtres humains au travail. Il révoque ainsi l'illusion objectiviste qui voudrait constituer la gestion en science totale et autonome par rapport à la réalité des affects et des corps. Il poursuit ces développements dans un essai A propos du management et d'un problème plus général dans lequel, face aux enjeux environnementaux et technologiques, il dessine les traits d'une herméneutique postcritique susceptible de contrarier la mainmise de la gouvernance par les nombres sur la gestion des organisations contemporaines. Dans Érotique de l'administration, il analyse le désaveu contemporain à l'égard du travail "managé" en réinterrogeant le désir dans les organisations et en mobilisant des notions telles l'esprit de finesse, l'affectio societatis ou le tact.
Son travail de recherche s'intéresse également à la philosophie de la religion où il élabore un antiphilosophisme à partir des œuvres de Kierkegaard et de Pascal. Une thèse qu'il développe ensuite dans un Court traité sur la recherche d'une première vérité consacré au philosophe breton Jules Lequier.

## Accueil critique
Concernant Le Management des médias, Sékouna Kéita précise que ce domaine de réflexion est très développé aux États-Unis mais encore très peu en France, et encore moins dans les pays émergents et souligne que l'ouvrage "retrace l’impact de la globalisation et des technologies numériques sur la gestion et le fonctionnement des médias dans le monde, ainsi que sur les problèmes qui en résultent. Des médias qui, pour la plupart, s’inscrivent dans des conglomérats industriels ou financiers".
Pour Salvatore Maugeri, si la lecture de l'Essai sur les données philosophiques du management s'avère « indispensable à tous ceux qui veulent comprendre les soubassements philosophiques possibles du management et les concepts qui pourraient être mobilisés pour faire du management une affaire non seulement de performance économique, mais aussi (et avant tout ?) d’éthique », elle demeure néanmoins selon lui aussi impuissante que celle des études critiques en management.
Dans sa présentation de Critique de la condition managériale, Philosophie Magazine note que Deslandes « est à la fois philosophe exigeant et enseignant dans une école de commerce : sa critique de la condition managériale n’en est que plus fine. Si elle ne tranche pas avec une certaine (bonne) littérature du bonheur au travail, elle lui apporte le soubassement intellectuel qui lui manque trop souvent» ». Deslandes s’appuie notamment sur l’œuvre du phénoménologue Michel Henry, « pour qui nous sommes des individus affectés, "pathiques", avant d’être des individus pensants » et propose, pour rompre avec le taylorisme, « un management non plus centré sur l’extériorité d’objectifs quantitatifs, mais sur une culture de la collaboration entre vivants. ». A propos de Érotique de l'administration, Le Monde précise que « l'auteur rappelle que manager doit consister à soupeser, à sentir, à se saisir de l'incalculable. Le management doit compter sur une exigence éthique où prime le circuit des affects. ».
Pour Antiphilosophie du christianisme, la revue Études avertit que Deslandes « montre brillamment que Pascal et Kierkegaard, en usant puissamment des ressources de la philosophie, retournent celles-ci contre elle-même. S'il y a une vérité de la philosophie, c'est d'avouer son impuissance à saisir le vrai de quoi que ce soit, c'est de « se moquer » d'elle-même. (...) En trois sauts, l'antiphilosophie (terme repris à Alain Badiou) destitue la philosophie, la dénature, lui substitue un « geste » autre ». Dans sa présentation du Court traité sur la recherche d'une première vérité, la revue précise que « quiconque aime prendre le temps d'épouser le mouvement vivant d'une pensée, ses avancées, ses ressacs, ses reprises, sera saisi par ce livre (...) Deslandes, convoquant les auteurs qui ont travaillé et travaillent sur Lequier, fait avec eux surgir toute la puissance d'une pensée conjuguant la rationalité critique la plus rigoureuse et le « témoignage de l'existant ».

## Publications

### Ouvrages
- Érotique de l'administration, Presses universitaires de France, 2023.

- Court traité sur la recherche d'une première vérité, Ovadia, coll. Les Carrefours de l'Être, 2020.

- À propos du management et d'un problème plus général, Presses universitaires de France, 2020.

- Antiphilosophie du christianisme, Ovadia, coll. Les Carrefours de l'Être, 2018[14].

- Critique de la condition managériale, Presses universitaires de France, 2016[15],[16],[7].

- Essai sur les données philosophiques du management, Presses universitaires de France, 2013[6].

- Le Management Éthique, Éditions Dunod, coll. Management Sup, 2008.

- Le Management des Médias, La Découverte, coll. Repères, 2008[5],[2].

### Articles de revues (sélection)
- Sortir de la masculinité hégémonique ? Théorie du leadership et fluidité du genre, Cités, 2024, 97 : 43-55, avec J. P. Bouilloud.
- Innovations – une enquête philosophique. Note de lecture, Revue de philosophie économique, 2023, 24(2) : 237-245.
- De quoi notre métier est-il le nom?, Revue française de gestion, 2023, 309 : 85-100, avec J. P. Bouilloud.
- Nouvelles expériences touchant au trop-plein, Revue économique et sociale, 2020, 78(1), 15-21.
- Pour une éthique d'après la reconnaissance, RIMHE, 2019, 34(1) : 88 – 102, avec J. P. Bouilloud.
- Les qualités de l’homme - Manifeste. Note de lecture, RIMHE, 2017, 26(2) : 98-101.
- Pour un management faible, Rue Descartes, 2017, 91(1) : 1-8.
- La besogne et le besoin : réflexions sur le vécu individuel à l’heure de l’accélération sociale, RIMHE, 2015, 18(4) : 83-96.
- Philosophie et sciences de gestion : Vers une poétique de l'action managériale ?, Diotime, 2012, 51(1) : 1-8.
- Éthique des organisations, Le retour de la vertu, L’Expansion Management Review, 2010, 137(2) : 103-111.
- Quand l'audience est le média : Les limites du modèle coréen "OhMyNews", Hermès, 2009, 55(3) : 125-129, avec G. Maixent.
- Éthique des médias sociaux et économie de la participation, Global Media Journal, 2009, 2(1): 41-61, avec L. Fonnet et A. Godbert.
- Kierkegaard, Pascal, Lequier : L'amitié stellaire de trois chrétiens philosophes, Etudes, 2002, 397(7-8) : 53-62.
- Le virtuel: Prouesses, périls et hasards d'un monde en devenir, La Voix du regard, 1997, 10 : 8-12.

## Prix
- Prix EFMD de la Fondation nationale pour l'enseignement de la gestion des entreprises, meilleur essai en 2015[17].